# Stora Köpinge församling
Stora Köpinge församling är en församling i Ljunits, Herrestads, Färs och Österlens kontrakt i Lunds stift. Församlingen ligger i Ystads kommun i Skåne län och utgör ett eget pastorat.

## Administrativ historik
Församlingen har medeltida ursprung. Namnet var före omkring 1830 Köpinge församling. 
Församlingen var till 23 december 1632 moderförsamling i pastoratet Köpinge och Tosterup, som före omkring 1570 även omfattade Nedraby, för att därefter till 1962 utgöra ett eget pastorat. Från 1962 till 2002 var församlingen moderförsamling i pastoratet Stora Köpinge, Stora Herrestad, Borrie och Öja. Församlingen införlivade 2002 Stora Herrestads församling, Borrie församling och Öja församling och utgör sedan dess åter ett eget pastorat.

## Kyrkor
- Borrie kyrka
- Stora Herrestads kyrka
- Stora Köpinge kyrka
- Öja kyrka